# 克拉科 (內布拉斯加州)
克拉科（英語：Krakow）是位於美國內布拉斯加州南斯縣的非建制地區。

## 地理
克拉科所處的海拔為高於海平面482米（即1581英呎），而該地所採用的時區為UTC-6，即北美中部时区（CST）。同時該地設有夏令時間，為UTC-6調快一小時，即UTC-5（CDT）。